# Ex libris

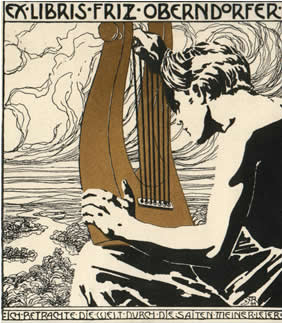
Alfred Roller: ex libris van Fritz Oberndorfer, 1899 (Jugendstil)

Een ex libris (Latijn: uit de boeken; meervoud 'ex librissen' maar ook 'ex libris') is een eigendomsmerkje dat in een boek wordt geplakt. Zo'n eigendomsmerk kan ook direct in het boek worden gestempeld of gestanst.
Een ex libris toont vaak de woorden ex libris (dat wil zeggen 'uit de boekencollectie van ...'), de naam van de eigenaar van het boek en een figuratieve, emblematische afbeelding. Dat kan een familiewapen zijn, een monogram of een vrije voorstelling. De afbeelding is vaak sterk verbonden met de eigenaar. Soms vermeldt het ex libris een persoonlijke spreuk of motto. Het papier met het eigendomsmerk wordt voor in het boek geplakt (vaak in wat duurdere exemplaren, zoals bibliofiele uitgaven), meestal op het schutblad.

## Geschiedenis
Het ex libris kwam kort na de uitvinding van de boekdrukkunst rond 1455 in zwang. De oudst bekende voorbeelden, die net als de boekdrukkunst uit Duitsland stammen, dateren uit circa 1470-1480. In de zestiende eeuw drong het gedrukte boekmerk, met een afbeelding, een familiewapen of een naam overal in West-Europa door. In de 18e eeuw was het gebruik reeds goed gekend bij rijke boekverzamelaars en waren er graveurs gespecialiseerd in het maken van heraldische exlibrissen voor geestelijken. Een gekend kunstenaar hiervan is Lodewijk Joseph Fruytiers.
Het verzamelen van boekmerken nam in de negentiende en twintigste eeuw een hoge vlucht, en daarmee ook de productie van ex libris, die gewoonlijk in opdracht werden gemaakt. Sommige grafische kunstenaars specialiseerden zich in deze vorm van 'kleingrafiek', zoals Daniel Chodowiecki, Ludwig Richter, Max Klinger, Michel Fingesten, Anatoli Kalaschnikow en Charles Ricketts. Bekende Belgische kunstenaars zijn Armand Rassenfosse, Willy Braspennincx en Frank-Ivo Van Damme, terwijl in Nederland Dirk van Gelder, Julie de Graag, Pam G. Rueter en Anton Pieck namen zijn van kunstenaars die zich toelegden op ex libris.
Persoonsgebonden ex librissen vonden vooral in hogere sociale klassen ingang, dat waren degenen die zich een privébibliotheek konden veroorloven. In intellectuele kringen en met name in de academische wereld is het persoonsgebonden ex libris nog in gebruik. Daarnaast bestaan er ook niet-persoonsgebonden eigendomsmerken met meer algemene afbeeldingen, niet zelden als stempel, waarbij met de hand de eigen naam kan worden bijgeschreven. Een veel voorkomende serie werd in de jaren veertig van de twintigste eeuw ontworpen door Anton Pieck.

## Productie
Het maken van een ex libris wordt soms als een aparte vorm van de prentkunst beschouwd, vanwege het kleine formaat en het vaak symbolische motief. De verschillende grafische methodes om ex libris te vervaardigen zijn de houtgravure, houtsnede, kopergravure, staalgravure, ets, litho, linoleumsnede, boekdruk met alleen typografische middelen, offset, zinkgravure, plasticgravure en met de computer gemaakte ex libris.  
Het Internationaal Exlibriscentrum in Sint-Niklaas bezit een verzameling van meer dan 160.000 exemplaren. In 2019 is de werking van het museum stopgezet. De stad Sint-Niklaas schreef tot dat jaar een tweejaarlijkse ex libriswedstrijd uit, waaraan soms meer dan 1000 kunstenaars deelnemen, onder wie belangrijke grafici.
Een grote deskundige op het gebied van het ex libris in Nederland was Johan Schwencke (1887-1981). Van zijn hand verschenen tientallen boeken en bijdragen aan verschillende ex libristijdschriften.

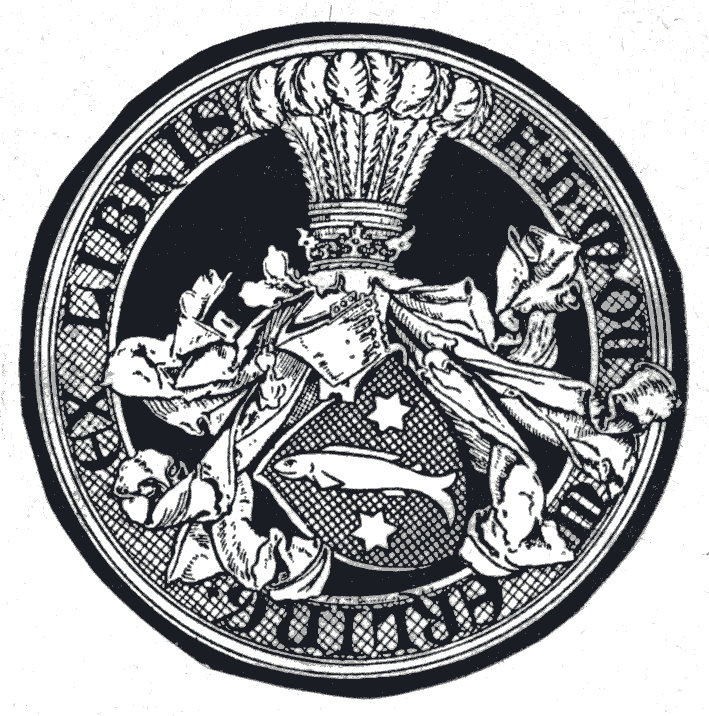
Ex libris voor F.H.M. Ouwerling
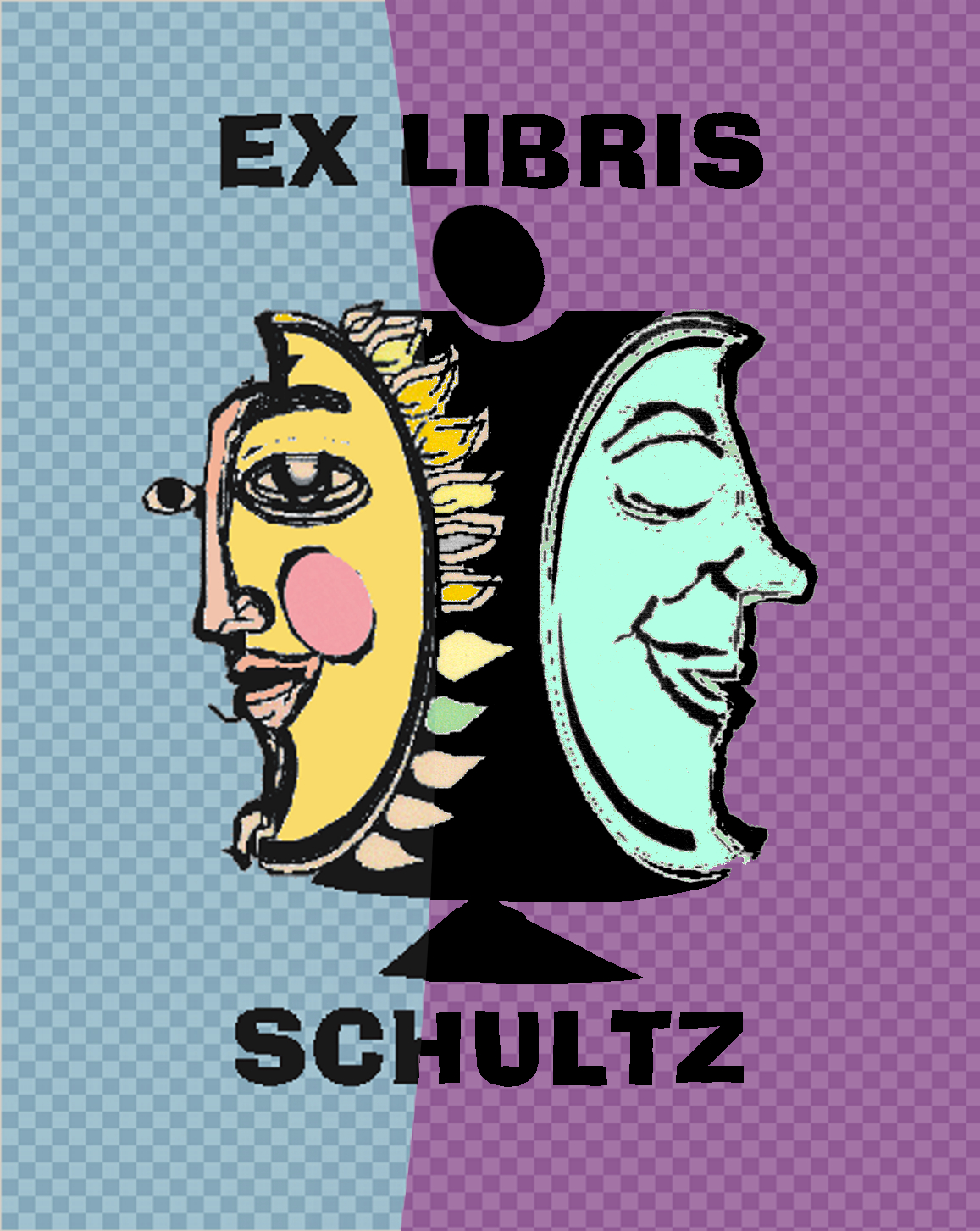
Ex libris voor Mikhail Schultz, ontwerper Serge Lachinov
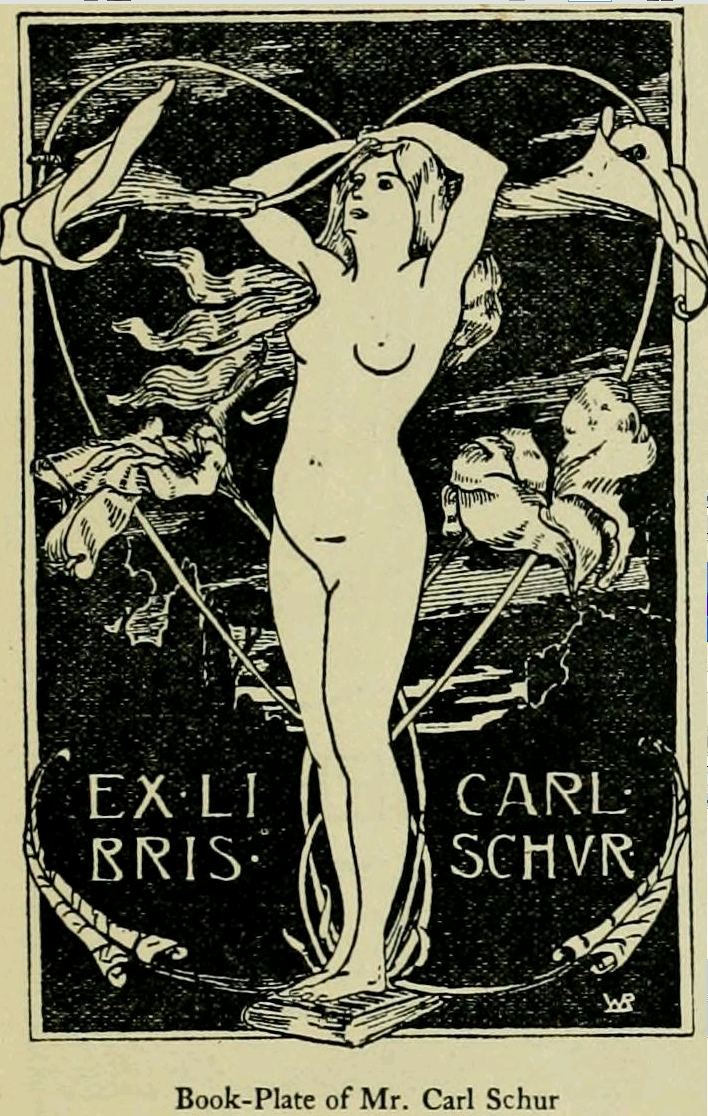
Ex libris voor Carl Schur ca. 1902
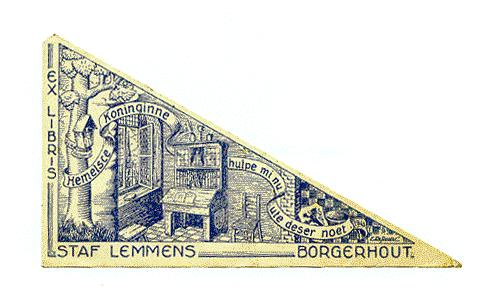
Ex libris voor Gustaaf (Staf) Lemmens
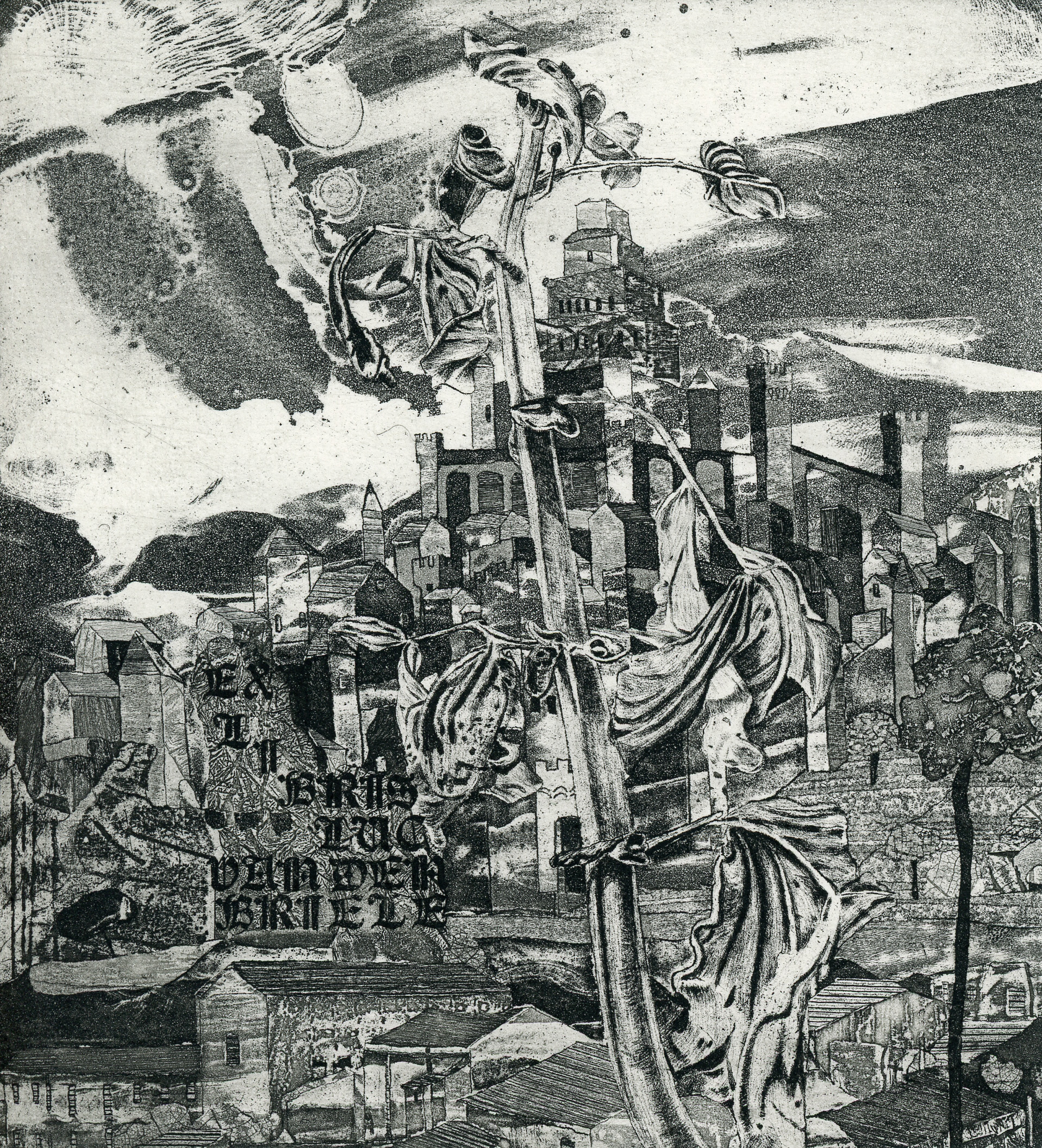
Ex libris, Luc Van Den Briele, ontwerper Toni Pecoraro
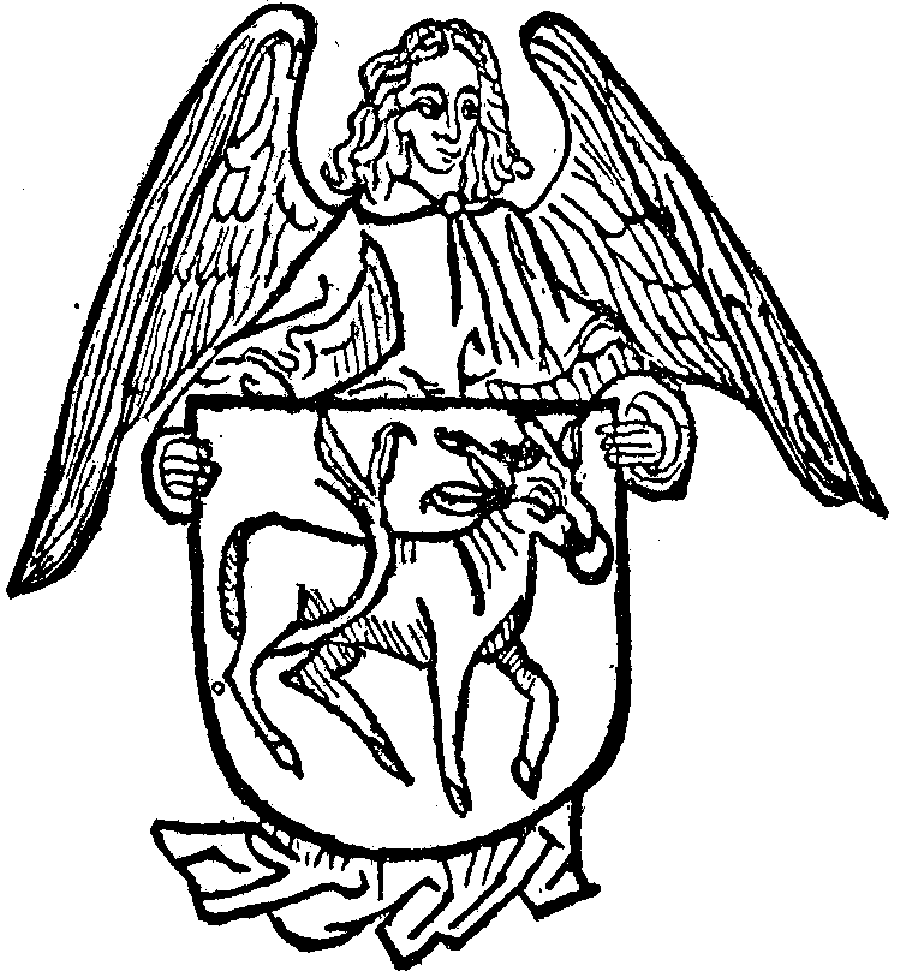
Het oudste dateerbare ex libris, dat is aangebracht in een aantal boeken geschonken in 1480 aan de kloosterbibliotheek van Buxheim door Hildebrand Brandenburg uit Biberach